# Freitelsdorf

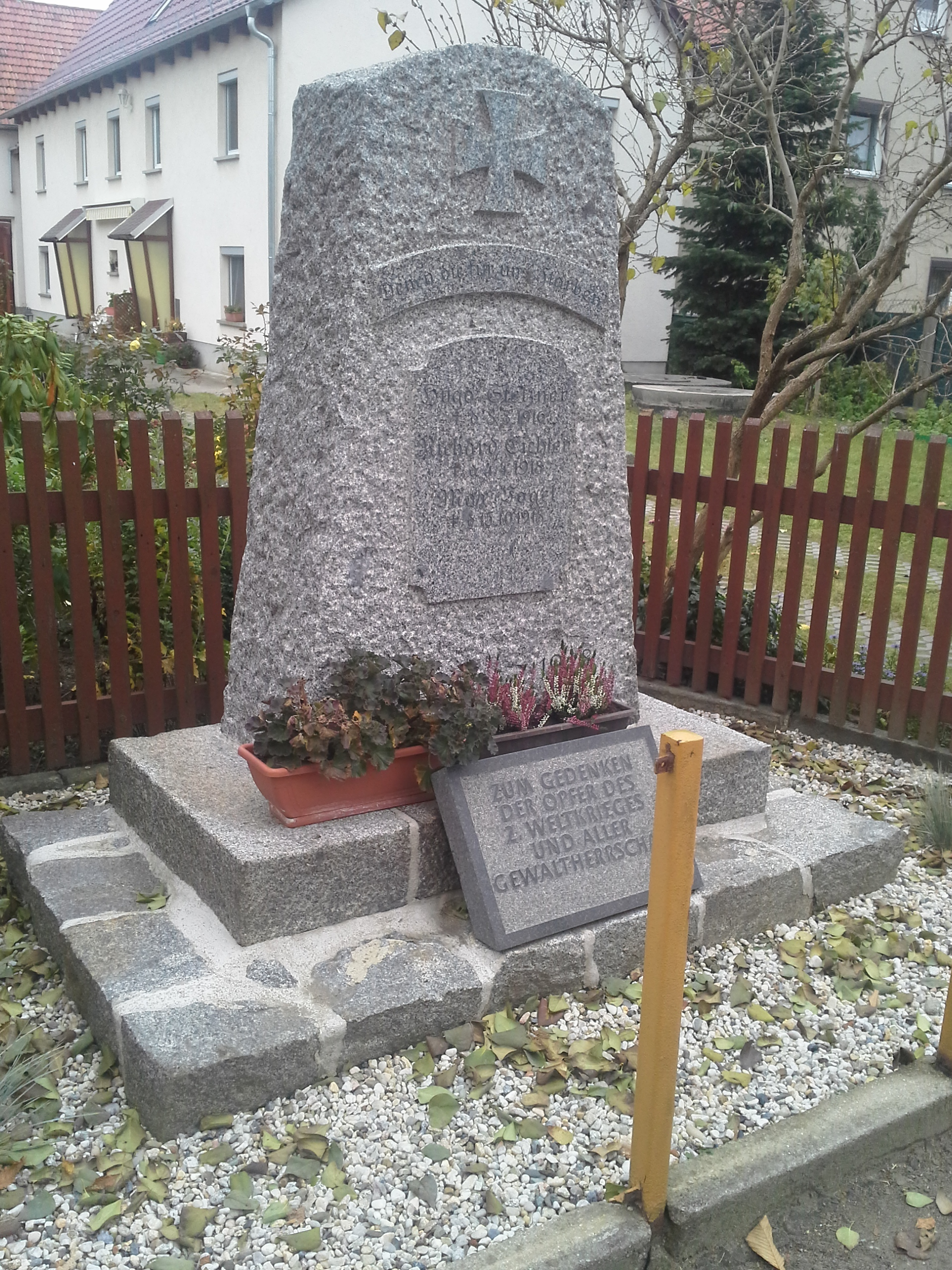
Kriegerdenkmal

Freitelsdorf ist ein Ortsteil der Gemeinde Ebersbach im Landkreis Meißen in Sachsen. Die ehemals eigenständige Gemeinde war seit dem 1. Januar 1973 ein Ortsteil der Gemeinde Freitelsdorf-Cunnersdorf, die am 1. Januar 1994 nach Ebersbach eingemeindet wurde. Östlich von Freitelsdorf erstreckt sich das rund 60 ha große Naturschutzgebiet Vierteich Freitelsdorf.

## Geschichte
Freitelsdorf wurde im Jahr 1258 erstmals als Vritelestorph erwähnt und dann in den Namen Freitelsdorf umgewandelt.
Am 1. Januar 1973 schlossen sich die Gemeinden Freitelsdorf und Cunnersdorf zu der neuen Gemeinde Freitelsdorf-Cunnersdorf zusammen. Diese wurde am 1. Januar 1994 aufgelöst, die Ortsteile wurden nach Ebersbach eingegliedert.